# Клир Спринг (Мериленд)
Клер Спринг (енгл. Clear Spring) град је у америчкој савезној држави Мериленд.

## Демографија
По попису из 2010. године број становника је 358, што је 97 (-21,3%) становника мање него 2000. године.
| Група             | 2000.       | 2010.       |
| Белци             | 446 (98,0%) | 351 (98,0%) |
| Афроамериканци    | 0 (0,0%)    | 1 (0,3%)    |
| Азијати           | 4 (0,9%)    | 1 (0,3%)    |
| Хиспаноамериканци | 0 (0,0%)    | 2 (0,6%)    |
| Укупно            | 455         | 358         |